# چکبساوه
چکبساوه (به انگلیسی: Chakbasawa) یک شهرک در پاکستان است که در ناحیه مندی بهاءالدین واقع شده‌است.